# کمال صالح
کمال صالح یک روستا در ایران است که در دهستان هندودر واقع شده‌است. کمال صالح ۳۷ نفر جمعیت دارد.